# Othon II de Lippe
Othon II de Lippe (vers 1198 - 21 juin 1259) fut évêque de Münster de 1247 jusqu'à sa mort. Il appartenait à la maison de Lippe.

## Famille
Othon était le troisième fils du comte Herman II de Lippe issu de son mariage avec Oda (de), fille du comte Simon Ier de Tecklenburg (de).

## Biographie
Othon fut destiné à une carrière spirituelle et devint chanoine de la cathédrale de Brême, poste qu'il devait à son oncle Gérard II de Lippe, qui était archevêque de Brême. Il est possible qu'il obtienne le poste de chantre de la cathédrale vers 1231, avant de devenir prévôt de la cathédrale vers 1241. En 1247, Othon fut élu évêque de Münster par le chapitre de la cathédrale du diocèse de Münster. Sa nomination a été approuvée par le pape un an plus tard.
Pendant son règne, il a encouragé la construction du chœur de la cathédrale Saint-Paul. Afin de mieux équiper matériellement la maison de Dieu, il y transfère la paroisse de Telgte. Il a également promu la vie monastique et ecclésiale dans son diocèse grâce à des dons.
Sous son règne, les villes et les Landstaten ont pris plus d'ampleur que sous ses prédécesseurs. Dans le cadre du conflit entre les archevêques de Cologne et de Paderborn, les villes de Münster, Dortmund, Soest et Lippstadt concluent un traité de paix en 1253. En 1257, une alliance fut également formée entre le chapitre de la cathédrale et la ville de Münster, apparemment parce qu'ils estimaient que l'évêque lui-même ne pouvait pas suffisamment garantir la paix.
En tant qu'évêque de Münster, Othon a réussi à étendre son territoire; ainsi il acquit le comté de Stromberg (nl) et le comté de Bocholt et acheta la seigneurie de Vechta, anciennes possessions des comtes de Calvelage-Ravensberg (de). Les droits du comte sur la partie médiane de l'Ems entre la ville commerçante de Meppen et celle de Leer y étaient également attachés. Dans la zone centrale de Vechta, l'évêque a pu continuer son règne, mais ce ne fut pas le cas dans l'Emmsgau, où il a dû rivaliser avec les comtes de Tecklenburg. Il réussit à acquérir la plupart des zones libres entre l'Ems et la Hunte. En 1252, il entra également en possession du domaine de Damme par gage, qui appartenait auparavant à l'évêque d'Osnabrück. En 1253, l'anti-roi romain-germanique Guillaume de Hollande prêta à l'évêque, Vechta et tous les biens en Frise et à l'extérieur de celle-ci, qu'Othon de Ravensberg avait en prêt. L'acquisition de ces biens marque le début du développement de la partie sud du diocèse.
Othon de Lippe était ouvertement du parti de l'anti-roi Guillaume de Hollande. Il assiste à son élection en 1247 et refuse en 1254 de participer à la Ligue du Rhin contre le roi, formée par l'archevêque de Cologne, Konrad von Hochstaden. Après la mort de Guillaume en 1256, il devint un allié de Richard de Cornouailles, qu'il accompagna à Aix-la-Chapelle en 1257.
Sa relation avec l'archevêque Konrad von Hochstaden était initialement bonne; par exemple, en 1252, les deux évêques ont conclu un accord sur la possession de la ville de Vreden. Cependant, leur relation est devenue plus distante en raison de leurs attitudes différentes envers l'anti-roi Guillaume et les querelles contre Cologne dirigées par le frère d'Othon, Simon, archevêque de Paderborn. Néanmoins, cela n'a pas fondamentalement changé leur relation. En 1256, Othon a cosigné les traités de paix entre Cologne et Paderborn.
Othon de Lippe mourut en juin 1259 et fut inhumé dans la cathédrale Saint-Paul de Münster.

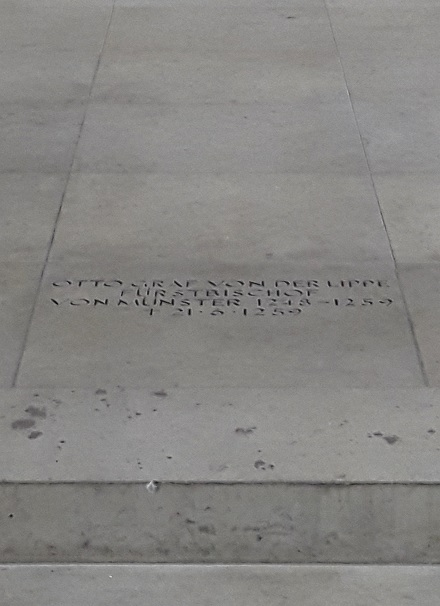
Tombe de l'évêque Othon II de Lippe dans le chœur de la cathédrale de Münster/Westphalie, Allemagne.